# Моначи (Катанцаро)
Моначи је насеље у Италији у округу Катанцаро, региону Калабрија.
Према процени из 2011. у насељу је живело 203 становника. Насеље се налази на надморској висини од 62 м.